# Волочайка
Волочайка — пересыхающая река в Приютненском районе Республики Калмыкия, Ремонтненском и Орловском районах Ростовской области. Река впадает в озеро Маныч-Гудило. Длина реки составляет 84 км, площадь водосборного бассейна — 484 км².

## Данные водного реестра
По данным государственного водного реестра России относится к Донскому бассейновому округу, водохозяйственный участок реки — Маныч от истока до Пролетарского гидроузла, без рек Калаус и Егорлык, речной подбассейн реки — бассейн притоков Дона ниже впадения Северского Донца. Речной бассейн реки — Дон (российская часть бассейна).
Код объекта в государственном водном реестре — 05010500712107000016545.